# Kościół w Edestad
Kościół w Edestad (szw. Edestads kyrka) – kościół w Edestad na wschód od miasta Ronneby w południowej Szwecji. Kościół należy do diecezji Lund.

## Historia
Kościół został zbudowany z szarego kamienia i cegły pomiędzy 1220 a 1270 rokiem. Najstarsze zachowany elementy kościoła to zewnętrzne malowane ornamenty (białe i czerwone) na północnej stronie chóru, płaski strop drewniany oraz figura siedzącej Madonny datowana na około 1240 roku. Około 1300 roku został wykonany najstarszy zachowany w kościele krucyfiks. Pod koniec średniowiecza dobudowana została zakrystia, kruchta i drewniana dzwonnica z drewna. Najważniejszym zabytkiem z czasów nowożytnych jest ambona z 1665 roku. Zachowany ołtarz pochodzi z roku 1763. W XVIII wieku chór został wyposażony w płaski drewniany strop.

## Galeria

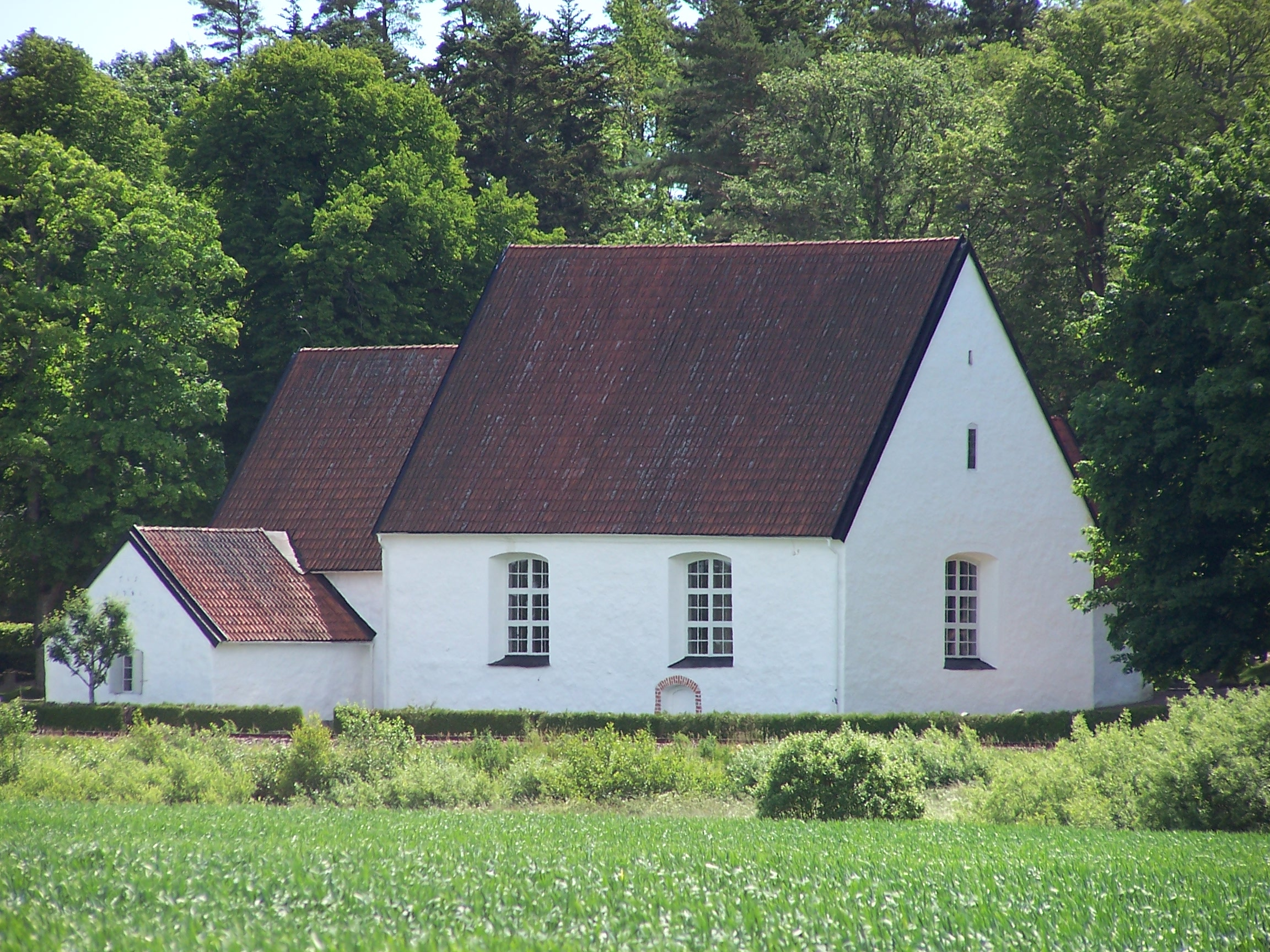
Widok na kościół od północy
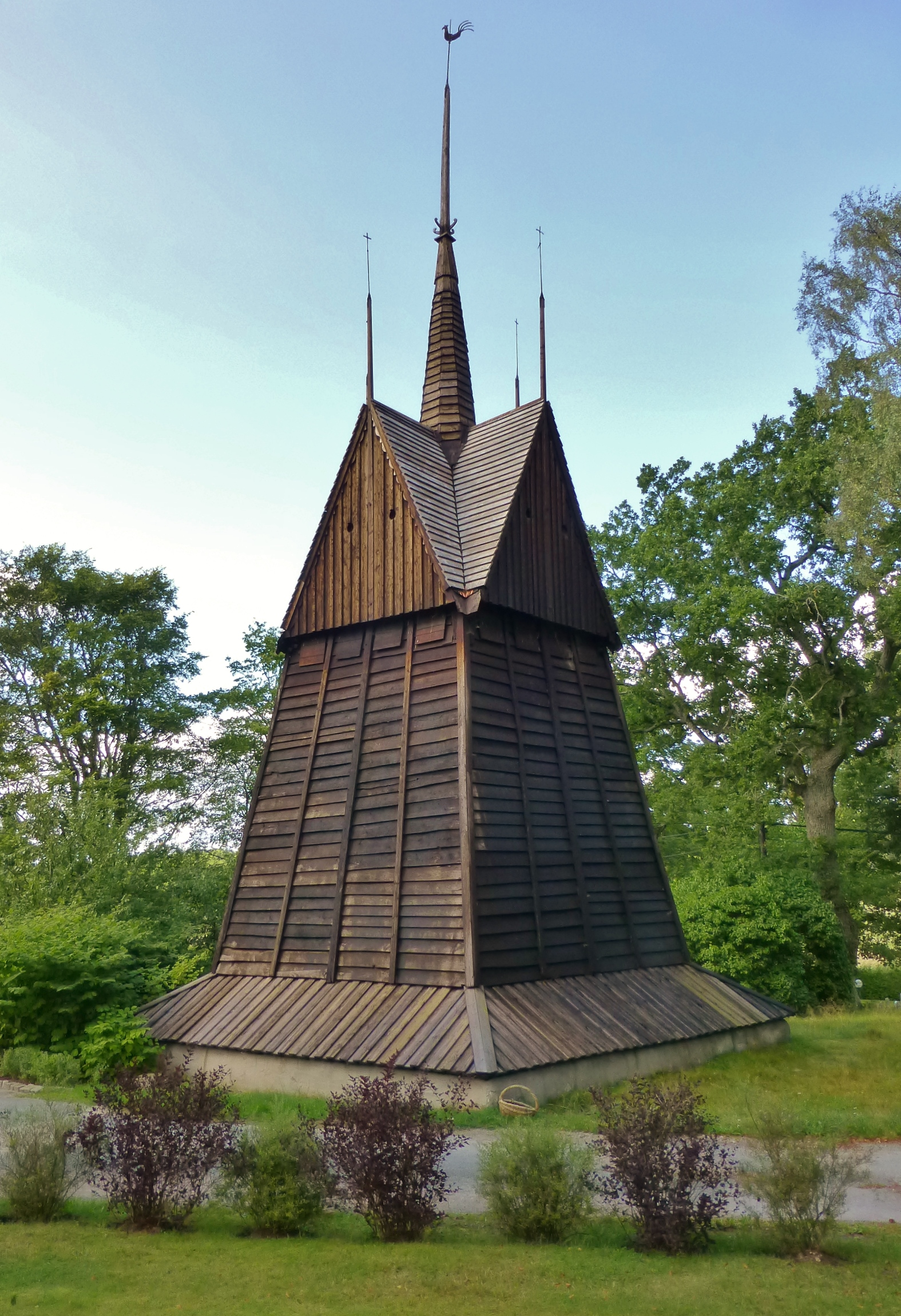
Drewniana dzwonnica
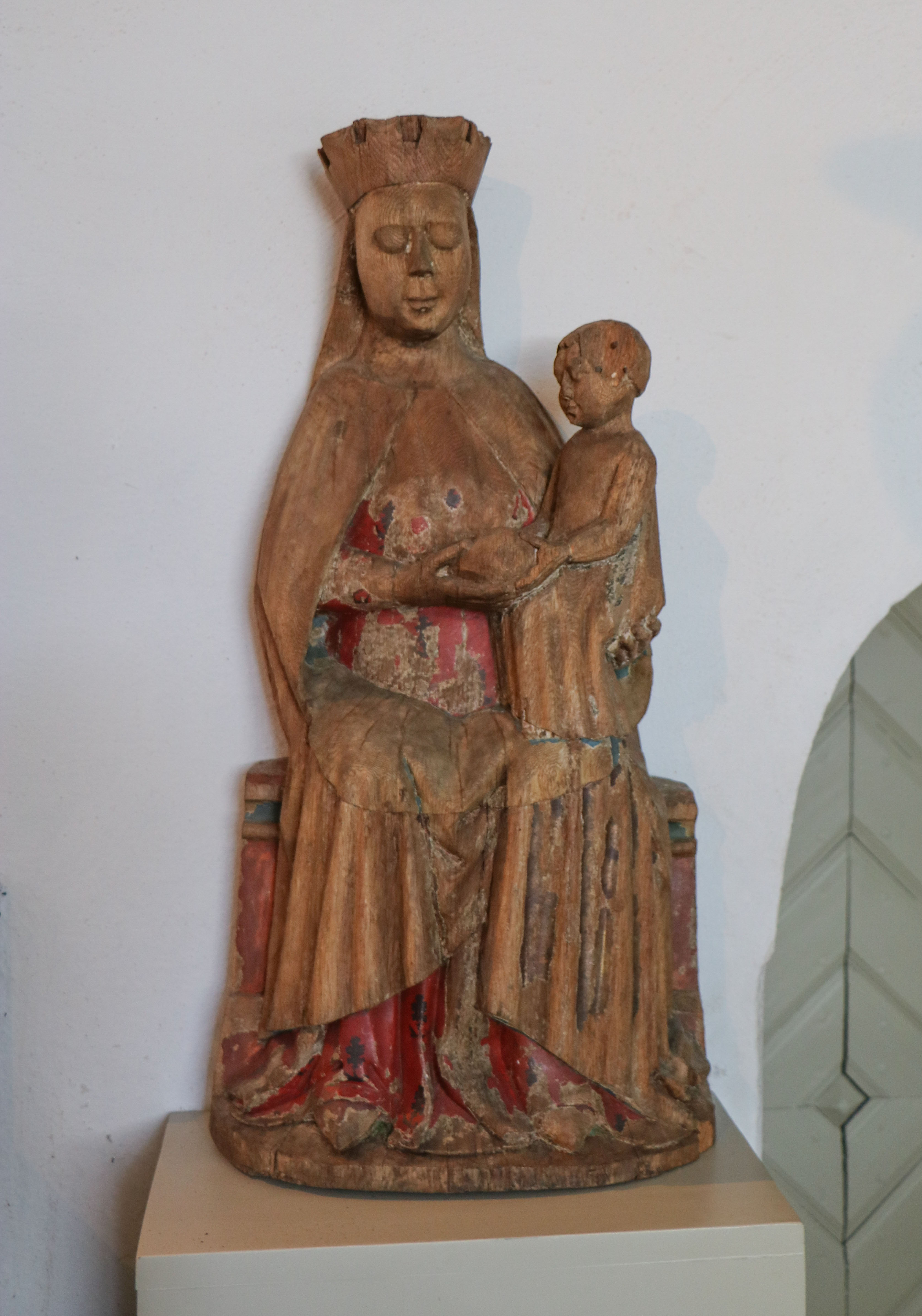
Zabytkowa figura siedzącej Madonny
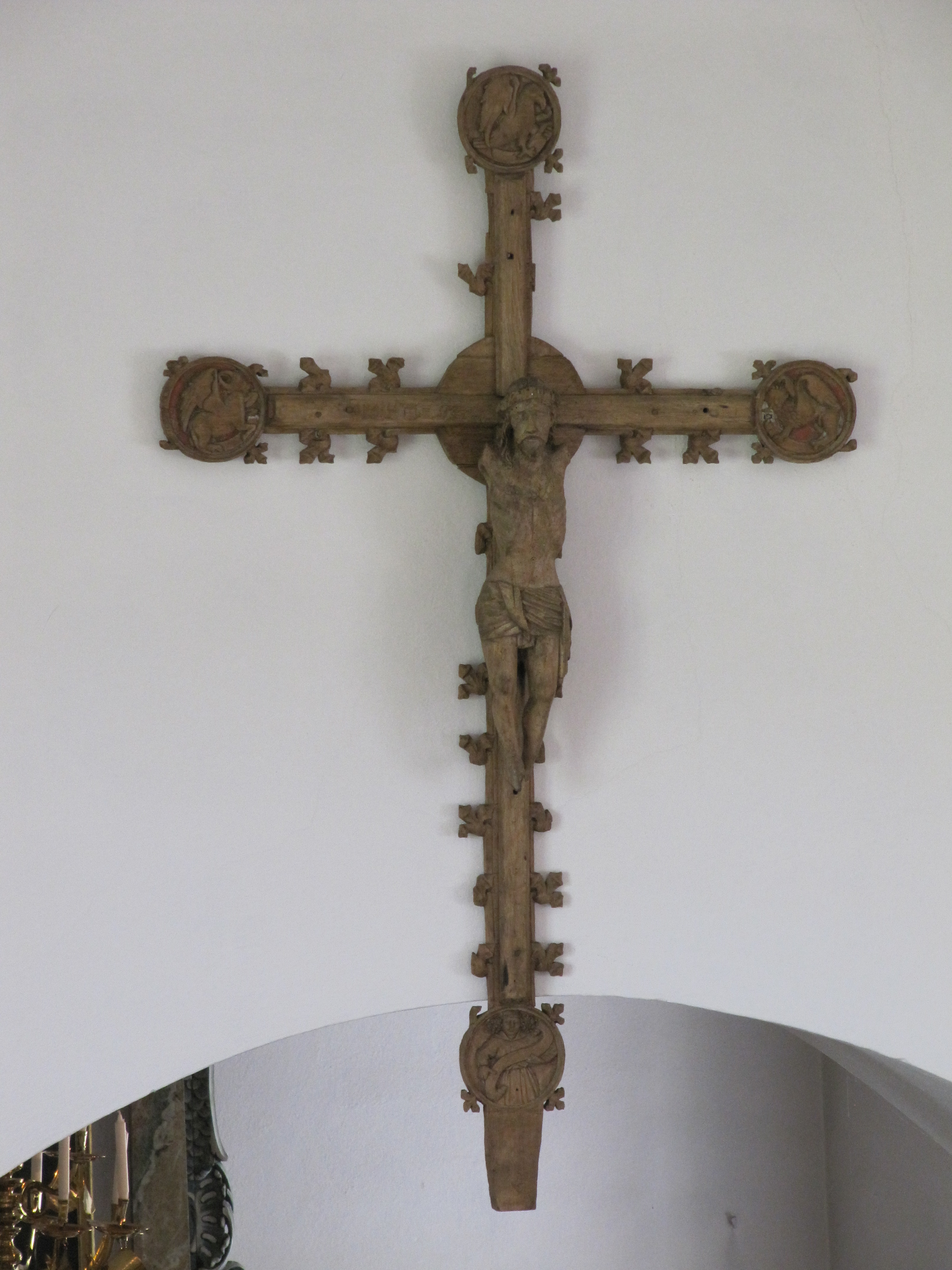
Krucyfiks
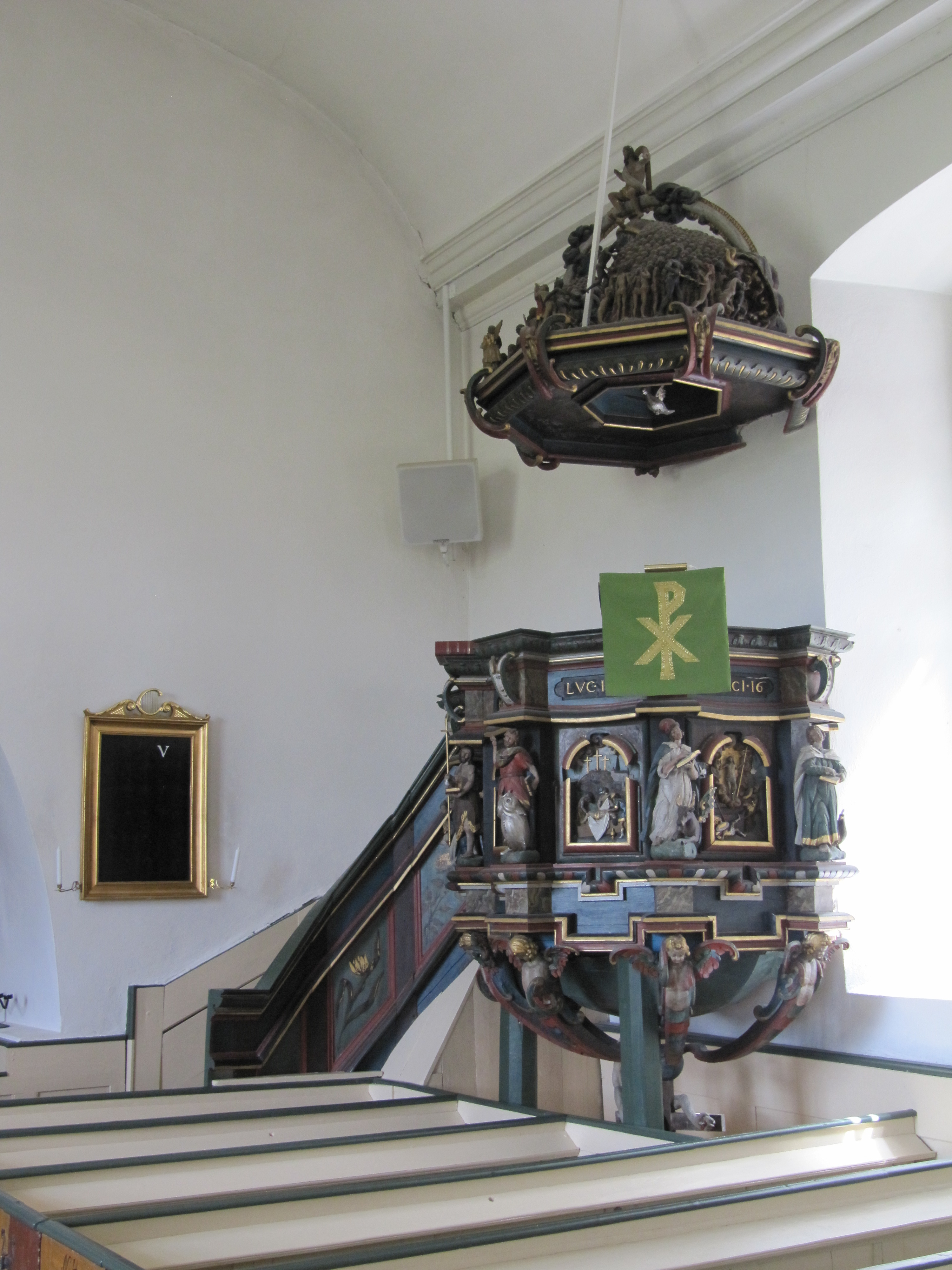
Ambona